# Östra Nyland (tidning)
Östra Nyland (ÖN), var en svenskspråkig dagstidning som gavs ut i Lovisa i landskapet Nyland i Finland. Tidningen grundades 1881 av friherre Victor Magnus von Born, och sammanslogs den 13 januari 2015 med tidningen Borgåbladet till en ny tidning med namnet Östnyland. Tidningens nyhetsbevakning täckte följande dåvarande sex östnyländska kommuner: Kotka, Lappträsk, Liljendal, Lovisa, Strömfors och Pernå. Upplagan uppgick år 2013 till 3 349 exemplar.
Efter 1945 var tidningen Östra Nyland världens östligaste utkommande svenskspråkiga dagstidning.

## Historik
Vid starten kom tidningen ut en gång i veckan, och under de sista åren av tidningens historia tre gånger i veckan, tisdag, torsdag och lördag. Till en början hade tidningen en medveten pro-finlandssvensk inriktning. På grund av ekonomiskt trångmål måste utgivningen upphöra 1898, men verksamheten återuppstod inom kort i aktiebolagsform. År 1945 slogs Östra Nyland samman med Kotka Nyheter, som dittills hade varit den östligaste utkommande svenskspråkiga dagstidningen i världen. Upplagan uppgick år 1908 till cirka 1 700 exemplar. Tidningen gavs ett okänt antal år ut av tryckeriföretaget Östra Nylands tidningar Ab (ÖNt), där föreningen Konstsamfundet var majoritetsägare.
År 2008 omorganiserade Konstsamfundet sitt tidningsägande med att grunda mediekoncernen KSF Media tidningen, som tog över Östra Nylands tidningar Ab samt tidningsbolagen bakom Hufvudstadsbladet och Västra Nyland. Bolaget ÖNt avvecklades inom några år, och KSF Media ägde därefter direkt ÖNt:s tidningar Östra Nyland och Borgåbladet.
KSF Media fusionerade Östra Nyland och Borgåbladet i januari 2015.
Bland tidningens chefredaktörer, genom tiderna, märks bland annat Ossian Reuter, Carl Gustaf Neovius och Kim Wahlroos. Den siste sittande chefredaktören var Stefan Holmström. Han innehade tjänsten på heltid sedan februari 2014, därförinnan hade han under olika perioder varit både biträdande chefredaktör och chefredaktör, detta som en följd av omorganiseringar inom ägaren KSF Media.

### Webbkällor
- Östra Nyland (f.d. dagstidning) i Uppslagsverket Finland (webbupplaga, 2012). CC-BY-SA 4.0
- ”Finlandssvenska tidningar”. Sv. social- och kommunalhögskolan i H:fors. Arkiverad från originalet den 5 december 2014. https://web.archive.org/web/20141205100659/http://sockom.helsinki.fi/journ/MEDIESTR/tidning.htm.